# Enoch Zamuangana
Enoch Zamuangana, né le 13 février 1951 en République démocratique du Congo, originaire de Munianga Luozi au Bas-Congo, et mort le 9 octobre 1992, est un guitariste rythmique du groupe Zaiko Langa Langa. Il laisse un répertoire riche avec des chansons telles que Fonsi, Linya, Anzele Muambu et Nono.

## Biographie
- Ressource relative à l'audiovisuel :   - Africultures